# Монтальдо-ді-Мондові
Монтальдо-ді-Мондові (італ. Montaldo di Mondovì, п'єм. Montàud dël Mondvì) — муніципалітет в Італії, у регіоні П'ємонт,  провінція Кунео.
Монтальдо-ді-Мондові розташоване на відстані близько 470 км на північний захід від Рима, 85 км на південь від Турина, 27 км на схід від Кунео.
Населення — 579 осіб (2014).
Щорічний фестиваль відбувається 15 серпня. Покровитель — Maria Vergine Assunta.

## Демографія
Населення за роками:

Станом на 1 січня 2023 року в муніципалітеті офіційно проживали 43 іноземці з 9 країн, серед них 28 громадян країн Євросоюзу та 2 громадяни України.

## Сусідні муніципалітети
- Фрабоза-Сопрана
- Монастеро-ді-Васко
- Робурент
- Торре-Мондові
- Вікофорте